# 이반 헤르체그
이반 헤르체그(크로아티아어: Ivan Herceg, 1990년 2월 10일 ~ )는 크로아티아 국적의 축구 선수로, 포지션은 센터백이다. 2022년 현재 프랑스 리그 소속 FC 올림피크 스트라스부르 쾨니히쇼펜 06에서 뛰고 있다.

## 축구인 생활
2015년 푸스카스 아카데미아에 입단하였지만, 구단이 급여를 제대로 주지 않아 결국 팀과의 계약을 해지하였고, 경남 FC로 이적하였다. 하지만 당시 경남 구단은 전임 대표들의 만행 등으로 부채를 지게되면서 이반에게 큰 돈을 제시할 수 없던 관계로 월급으로 100만원만을 받았다.
2018년 여름 이적시장에서 서울 이랜드 FC로 이적했다. 7월 7일 성남 FC와의 K리그2 18라운드 원정 경기에서 교체 투입되며, 서울 이랜드에서의 첫번째 출장을 기록하였다. 이후 19라운드 안산 그리너스 FC를 상대로 한 홈 경기에서 서울 이랜드에서의 첫 선발 출전을 기록하였다.

### 프랑스 리그로
2019년, 이반은 프랑스 나시오날 3 소속의 FA 일키르흐 그라펜스타덴으로 이적했다. 등번호는 4번이다.
12월 15일에 치러진 트루아 AC 2와의 경기에 선발 출전했고,팀은 3-2 승리를 거두었다.
현재 9경기에 출전해 0골 0도움을 기록 중이다.

## 수상

### 클럽
경남 FC
- K리그 챌린지 : 우승 (2017)

### 개인
- K리그 챌린지 베스트 11 : (2017)